# Bosco de Oliveira
Bosco  Oliveira (Brasília, 4 de fevereiro de 1967) é um violonista, compositor e arranjador brasileiro.

## Biografia
Especialista em música brasileira e violão popular brasileiro, Bosco começou a estudar violão aos 7 anos de idade com seu pai, Oliveira. Bosco tem formação clássica e popular pela UNB e CEP-EMB. Em sua trajetória foi vencedor de quatro edições seguidas do Concurso Nacional Jovens Instrumentistas em Goiânia, prêmio de Melhor Intérprete de Villa Lobos em Vitória e primeiro lugar no Concurso Nacional de Novos Talentos em São Paulo. Atualmente, ele representa o Brasil em festivais pelo mundo afora. Já se apresentou, com o show "Alma brasileira" e "História da Canção no Brasil" na Espanha, em Nova Iorque, Lima, La Paz, Portugal, Áustria e muitos outros.
Ele integra o Trio Baru e possui 8 CDs gravados: Aldeias, Alma Brasileira, Encontros das Águas, Radamés Gnattali, Violinístico, João Pernambuco e Artesanal. Além disso, é professor de violão popular na conceituada escola de música de Brasília (CEP-EMB).
Ao longo de sua carreira, Bosco tocou e gravou com uma grande variedade de músicos renomados.

## Discografia
- Aldeias (2007) - Gravadora independente
- Alma Brasileira - Gravadora independente
- Encontros das Águas - Gravadora independente
- Homenagem a Radamés Gnattali - Gravadora independente
- Violinístico (Com o trio de violinistas) - Gravadora independente
- João Pernambuco (Participação no CD de Nelson Latif) - Gravadora independente
- Artesanal (Quarteto artesanal) - Gravadora independente